# Beni Guil (race ovine)
La Beni Guil est une race ovine d'Afrique du Nord.

## Présentation
La Beni Guil est l'une des principales races locales marocaines  intégrées dans le Programme National d’Amélioration Génétique du Maroc. Cette race est également présente en Algérie, dans les monts de Tlemcen et de Saida, elle est appelée la race El Hamra.  
Au Maroc, elle est présente dans la zone des plateaux de l’Oriental : Tendrara, Bouarfa et Figuig. 
Son nom vient des tribus des Beni Guil. 
La race Beni Guil valorise mieux la végétation pauvre de l’Oriental et est capable de s’acclimater dans les autres régions du Maroc. La race Beni Guil est non prolifique et se caractérise par une faible productivité et une croissance modérée de ses agneaux.
Son effectif est estimé à environ 1 200 000 têtes au Maroc en 2018. 
En Algérie, l'élevage de cette race, appelée localement Deghma ou El Hamra, a reculé pendant de nombreuses décennies en raison de la contrebande, de son exportation massive durant l'ère coloniale et de la concurrence de la race des Ouled Djellal. Toutefois, des efforts de préservation menés par le Centre national d'insémination artificielle et de l'amélioration génétique (CNIAAG) et l’Institut technique de l’élevage des ruminants ont permis un regain d'intérêt auprès des éleveurs, notamment au niveau de la wilaya de Naâma. 

### Reconnaissance
La race est labellisée IGP-Beni-Guil en 2011 (Indication géographique protégée).

## Noms vernaculaires
Cette race a d'autre noms comme:
- Beni Guil[2]
- Daghma[2]
- Hamra[2]
- Mouton des plateaux de l'Est[7]